# Veni, vidi, vici
Veni, vidi, vici, deutsch „ich kam, ich sah, ich siegte“ (Aussprache in klassischem Latein [ˈweːniː ˈwiːdiː ˈwiːkiː]), ist ein bekanntes lateinisches Zitat des römischen Staatsmannes und Feldherrn Gaius Julius Caesar über seinen Blitzsieg in der Schlacht bei Zela.

## Überlieferung

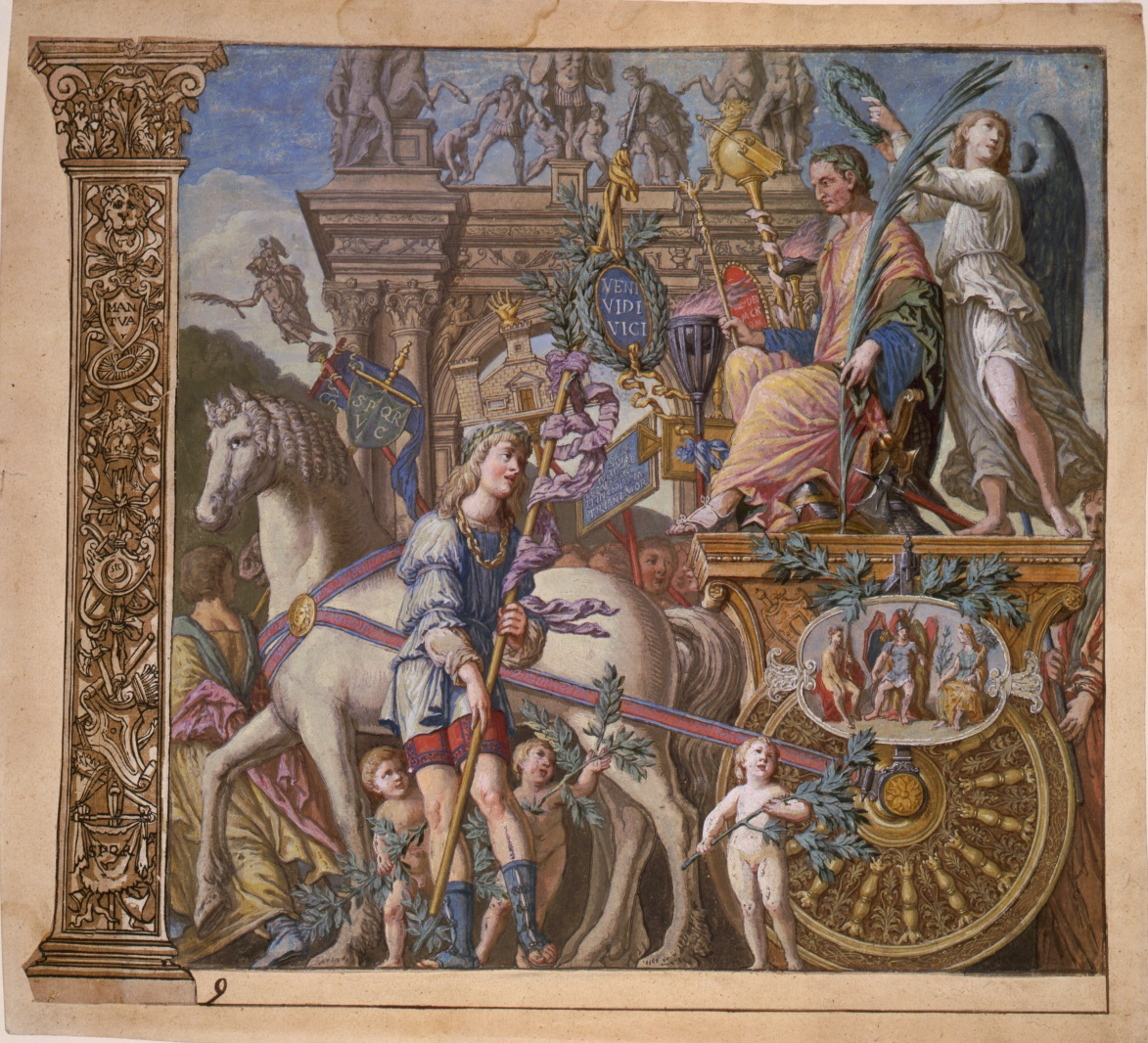
Andrea Andreani: Der Triumph Caesars, Tafel IX: Auf der Standarte sind die Worte VENI·VIDI·VICI zu lesen. Holzschnitt mit Gouache nach Andrea Mantegna, ca. 1599

In seinen Parallelbiographien Βίοι Παράλληλοι Bíoi Parállēloi berichtet der griechische Schriftsteller Plutarch, Caesar habe diese selbstbewusste Lakonie in einem Brief an seinen Freund Gaius Matius nach der Schlacht bei Zela benutzt: Seine Veteranen hatten am 21. Mai 47 v. Chr. julianischer Zeitrechnung in nur vier Stunden den Sieg über die Truppen Pharnakes’ II. von Pontus errungen. Nach Sueton wurde bei seinem Triumphzug über Pontus eine Standarte mit diesen drei Worten  mitgeführt.

## Stilfigur
Mit einem elegant formulierten Tautogramm, einer alliterierenden Klimax dreier asyndetischer Zweisilber (eines Trikolons), dazu einem Homoioteleuton, unterstreicht Caesar eindrucksvoll, wie leicht, schnell und vernichtend er Pharnakes schlug. Das Zitat ist eine lateinische Übersetzung des griechischen Originals ἦλθον, εἶδον, ἐνίκησα (ḗlthon, eídon, eníkēsa).
Der konstantinische Kaiser Julian, der Apostat, schuf eine Nachbildung dieser Stilfigur: legi, intellexi, damnavi (ich las, verstand und verurteilte). Laut dem Kirchenhistoriker Sozomenus verwarf der Apostat mit diesen Worten die christliche Lehre und leitete eine heidnische Restauration ein, die allerdings nur von kurzer Dauer war.

## Verwendung in Werbung und Kultur

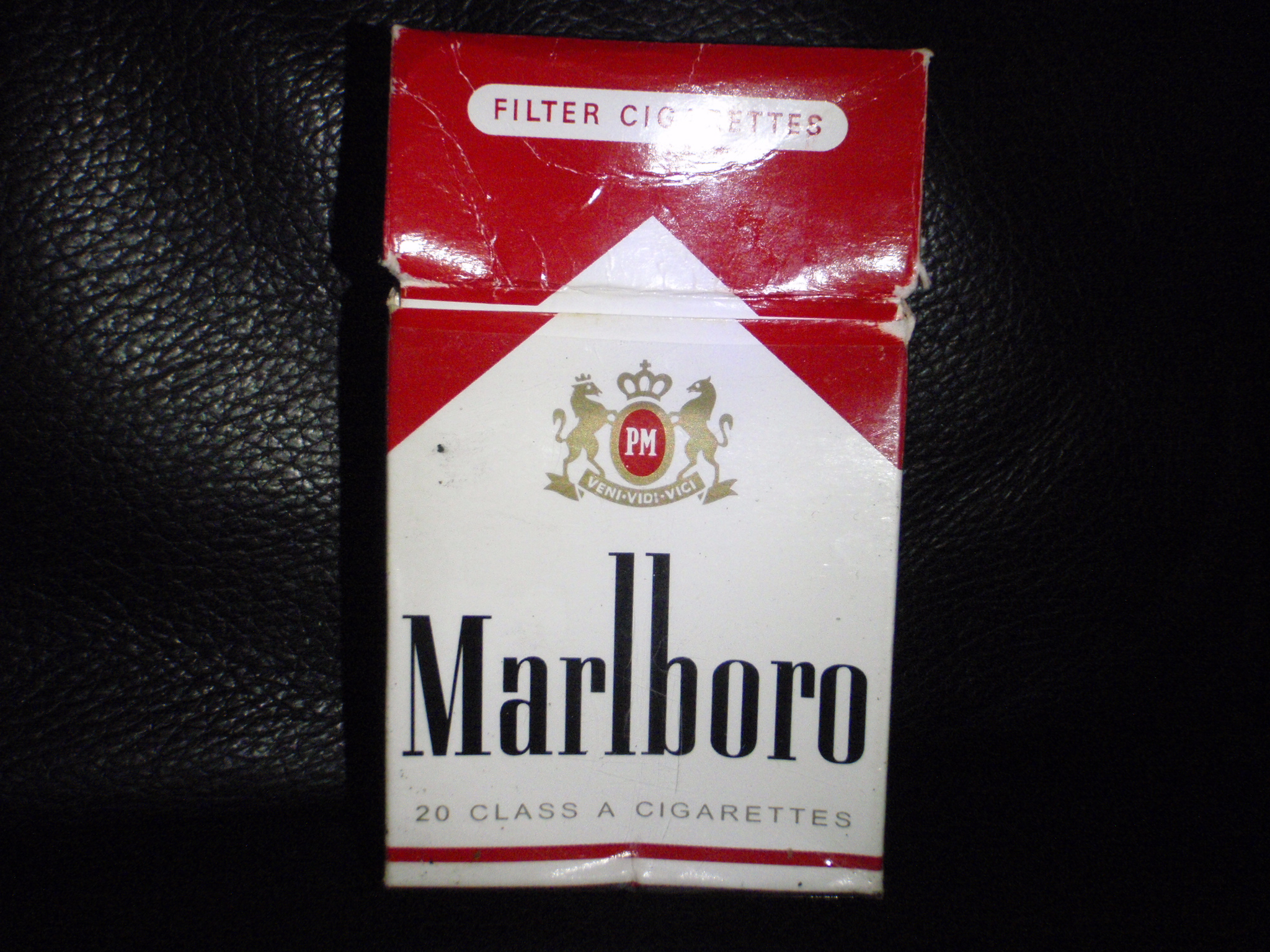
VENI·VIDI·VICI – das caesarische Trikolon befindet sich als Wahlspruch unterhalb des Wappenschildes (PM) von Philip Morris (PM) auf einer Marlboro-Schachtel

Auf der Schachtel der Zigarettenmarke Marlboro ist im Wappen von Philip Morris ebenfalls Veni Vidi Vici zu lesen.
Apple gab Besuchern der Worldwide Developers Conference (WWDC) 2006 ein T-Shirt mit dem Aufdruck „Veni. Vidi. Codi.“ – „Ich kam. Ich sah. Ich codierte.“ Das Verb codi gibt es allerdings im Lateinischen nicht. 
Im Jahre 2006 machte die deutschsprachige Internetseite der Firma Nintendo mit den Worten „Veni - Vidi - Wiici“ Reklame für ihre neue Heimspielkonsole Wii.
Microsoft benutzte zum Start seines neuen Betriebssystems Windows Vista den Slogan „Veni - Vidi - Vista“. 
Die französische Sängerin Alizée hat zum Ende des Jahres 2000 auf ihrem ersten Album Gourmandises einen Song mit dem Titel Veni vedi vici veröffentlicht. Die Pop-Band Highland hatte ebenfalls einen lateinischen Hit namens „Veni Vidi Vici“. Die deutsche Oi-Band KrawallBrüder veröffentlichte 2007 eine DVD mit demselben Namen. „Veni Vidi Vicious“ ist ein Album von The Hives. Außerdem ist der Spruch der Slogan von Die Siedler II. Das erste Album des Rappers Ja Rule heißt Venni Vetti Vecci. Bereits Eric Maschwitz benutzte das Zitat 1936 in seinem Text zu dem Song These Foolish Things (Remind Me of You).
Mehrfach erscheint das Zitat in den Asterix-Comics. In dem französischen Zeichentrickfilm Asterix – Sieg über Cäsar (1985) stellte ein Zenturio nach der Demolierung seines Lagers durch die Gallier fest: „Ich kam, ich sah, ich siegte nicht.“ („Veni, vidi, non vici.“) In dem nachfolgenden Film Asterix bei den Briten (1986) kommentierte Caesar die recht stümperhafte Landung seiner Truppen auf der britischen Insel mit den Worten: „Ich, Cäsar, kam, sah und traute meinen Augen nicht.“
Auch sind die Worte der US-Außenministerin Hillary Clinton: „We came, we saw, he died“ („Wir kamen, wir sahen, er starb“), mit denen sie  2011 den Tod des libyschen Staatschefs Muammar al-Gaddafi kommentiert hat, an das Cäsar-Zitat angelehnt.
Im März 2012 berichtete die Süddeutsche Zeitung, dass die türkische Stadt Zile im türkischen Patentrecht die Rechte an dem Satz „Veni, vidi, vici“ unter der Patentnummer „2011-00640-Ticaret“ hält.